# AG2R La Mondiale 2010
Questa voce raccoglie le informazioni riguardanti l'AG2R La Mondiale nelle competizioni ufficiali della stagione 2010.

## Stagione
Avendo licenza da UCI ProTeam, la squadra ciclistica francese ha avuto diritto di partecipare alle gare del Calendario mondiale UCI 2010, oltre a quelle dei circuiti continentali UCI.
Nella prima parte della stagione ha preso parte a tutte le gare del calendario mondiale, senza ottenere alcuna vittoria. Il primo successo nel calendario mondiale è arrivato al Tour de France con Christophe Riblon, che si è aggiudicato in solitaria la quattordicesima tappa, la prima sui Pirenei. Nicolas Roche è risultato essere il primo ciclista della AG2R La Mondiale al termine della corsa in classifica generale, al quindicesimo posto a 16'59" dal vincitore Alberto Contador. La AG2R La Mondiale si è classificata inoltre quarta nella graduatoria delle squadre.
Otto invece i successi nel circuito Europe Tour, tra cui la vittoria di 4 Jours de Dunkerque, con Martin Elmiger, e Tour Méditerranéen, vinto da Rinaldo Nocentini in seguito alla squalifica di Alejandro Valverde. Due anche le vittorie nel circuito continentale africano, con due successi di tappa alla Tropicale Amissa Bongo, il giro del Gabon.
L'AG2R La Mondiale ha chiuso la stagione con una sola vittoria nel circuito mondiale, la tappa del Tour de France, quindici nel circuito Europe Tour, due nell'Africa Tour e la vittoria di Martin Elmiger nella prova in linea dei campionati svizzeri. Nella classifica a squadre del calendario mondiale UCI ha concluso al diciottesimo posto.

## Organico

### Staff tecnico
TM=Team Manager; DS=Direttore Sportivo.
|  | Naz.                | Ruolo | Sportivo         |  |  |  |
|  | ------------------- | ----- | ---------------- |  |  |  |
|  | Francia (bandiera)  | TM    | Vincent Lavenu   |  |  |  |
|  | Francia (bandiera)  | DS    | Gilles Mas       |  |  |  |
|  | Lituania (bandiera) | DS    | Arturas Kasputis |  |  |  |
|  | Francia (bandiera)  | DS    | Julien Jurdie    |  |  |  |
|  | Francia (bandiera)  | DS    | Laurent Biondi   |  |  |  |
|  | Francia (bandiera)  | DS    | Didier Jannel    |  |  |  |

### Rosa
|  | Naz.                   |  | Sportivo                            | Anno |  |  |
|  | ---------------------- |  | ----------------------------------- | ---- |  |  |
|  | Spagna (bandiera)      |  | José Luis Arrieta                   | 1971 |  |  |
|  | Francia (bandiera)     |  | Julien Bérard                       | 1987 |  |  |
|  | Francia (bandiera)     |  | Thomas Bonin (stagista)             | 1989 |  |  |
|  | Francia (bandiera)     |  | Guillaume Bonnafond                 | 1987 |  |  |
|  | Francia (bandiera)     |  | Maxime Bouet                        | 1986 |  |  |
|  | Francia (bandiera)     |  | Dimitri Champion                    | 1983 |  |  |
|  | Australia (bandiera)   |  | William Clarke (stagista)           | 1985 |  |  |
|  | Francia (bandiera)     |  | Cyril Dessel                        | 1974 |  |  |
|  | Francia (bandiera)     |  | Hubert Dupont                       | 1980 |  |  |
|  | Russia (bandiera)      |  | Aleksandr Efimkin                   | 1981 |  |  |
|  | Russia (bandiera)      |  | Vladimir Efimkin                    | 1981 |  |  |
|  | Svizzera (bandiera)    |  | Martin Elmiger                      | 1978 |  |  |
|  | Francia (bandiera)     |  | John Gadret                         | 1979 |  |  |
|  | Lussemburgo (bandiera) |  | Ben Gastauer                        | 1987 |  |  |
|  | Belgio (bandiera)      |  | Kristof Goddaert                    | 1987 |  |  |
|  | Francia (bandiera)     |  | Sébastien Hinault                   | 1974 |  |  |
|  | Francia (bandiera)     |  | Blel Kadri                          | 1986 |  |  |
|  | Ucraina (bandiera)     |  | Jurij Krivcov                       | 1979 |  |  |
|  | Francia (bandiera)     |  | David Le Lay                        | 1979 |  |  |
|  | Francia (bandiera)     |  | Julien Loubet                       | 1985 |  |  |
|  | Estonia (bandiera)     |  | Rene Mandri                         | 1984 |  |  |
|  | Francia (bandiera)     |  | Lloyd Mondory                       | 1982 |  |  |
|  | Italia (bandiera)      |  | Rinaldo Nocentini                   | 1977 |  |  |
|  | Francia (bandiera)     |  | Anthony Ravard                      | 1983 |  |  |
|  | Francia (bandiera)     |  | Christophe Riblon                   | 1981 |  |  |
|  | Irlanda (bandiera)     |  | Nicolas Roche                       | 1984 |  |  |
|  | Francia (bandiera)     |  | Nicolas Rousseau                    | 1983 |  |  |
|  | Lettonia (bandiera)    |  | Gatis Smukulis                      | 1987 |  |  |
|  | Francia (bandiera)     |  | Mathieu Teychenne-Coutet (stagista) | 1989 |  |  |
|  | Francia (bandiera)     |  | Ludovic Turpin                      | 1975 |  |  |
|  | Slovenia (bandiera)    |  | Tadej Valjavec                      | 1977 |  |  |

## Ciclomercato
| Julien Bérard            | neo pro                      |
| Thomas Bonnin            | Albi VS (stagista)           |
| Maxime Bouet             | Agritubel                    |
| Dimitri Champion         | Bretagne                     |
| William Clarke           | Genesys Wealth A. (stagista) |
| Ben Gastauer             | neo pro                      |
| Kristof Goddaert         | Topsport Vlaand.             |
| David Le Lay             | Agritubel                    |
| Anthony Ravard           | Agritubel                    |
| Mathieu Teychenne-Coutet | Chambéry CF (stagista)       |

| Aurélien Clerc     | fine carriera      |
| Renaud Dion        | Roubaix            |
| Stéphane Goubert   | fine carriera      |
| Tanel Kangert      | E.C. Saint-Etienne |
| Cédric Pineau      | Roubaix            |
| Alexandr Pliuschin | Katusha            |
| Stéphane Poulhiès  | Saur-Sojasun       |
| Jean-Charles Sénac | -                  |
| Blaise Sonnery     | Creusot Cyclisme   |

## Palmarès

### Corse a tappe
ProTour
- Tour de France

14ª tappa (Christophe Riblon)
Continental
- 4 Jours de Dunkerque

4ª tappa (Martin Elmiger)
Classifica generale (Martin Elmiger)
- Tour de Wallonie

3ª tappa (Kristof Goddaert)
- Route du Sud

2ª tappa, 1ª semitappa (Blel Kadri)
- La Tropicale Amissa Bongo

2ª tappa (Julien Loubet)
3ª tappa (Nicolas Rousseau)
- Tour du Poitou-Charentes

2ª tappa (Anthony Ravard)
- Tour du Haut-Var

1ª tappa (Rinaldo Nocentini)
- Circuit de la Sarthe

2ª tappa, 1ª semitappa (Anthony Ravard)
4ª tappa (Anthony Ravard)
- Tour Méditerranéen

Classifica generale (Rinaldo Nocentini)
- Tour de l'Ain

3ª tappa (Maxime Bouet)
Classifica a squadre
- Giro della Valle d'Aosta

4ª tappa (Thomas Bonnin)

### Corse in linea
Continental
- Les Boucles du Sud Ardèche (Christophe Riblon)
- Châteauroux Classic de l'Indre (Anthony Ravard)
- Paris-Bourges (Anthony Ravard)
- Tour de la Somme (Martin Elmiger)

### Campionati nazionali
Strada
- Campionati svizzeri

In linea (Martin Elmiger)

## Classifiche UCI

### Calendario mondiale UCI
Individuale
Piazzamenti dei corridori dell'AG2R La Mondiale nella classifica individuale del Calendario mondiale UCI 2010.
| Pos. | Ciclista          | Punti |
| ---- | ----------------- | ----- |
| 32   | Nicolas Roche     | 148   |
| 87   | Christophe Riblon | 51    |
| 107  | John Gadret       | 34    |
| 130  | Sébastien Hinault | 18    |
| 166  | Maxime Bouet      | 10    |
| 203  | Aleksandr Efimkin | 5     |
| 212  | Lloyd Mondory     | 4     |
| 227  | Hubert Dupont     | 3     |
| 246  | José Luis Arrieta | 2     |
| 259  | Dimitri Champion  | 1     |
| 260  | Blel Kadri        | 1     |

Squadra
L'AG2R La Mondiale ha chiuso in diciottesima posizione con 261 punti.